# 17899 Mariacristina
17899 Mariacristina este un asteroid din centura principală de asteroizi.

## Descriere
17899 Mariacristina este un asteroid din centura principală de asteroizi. A fost descoperit pe 22 martie 1999 la Stația Anderson Mesa în cadrul programului LONEOS. Asteroidul prezintă o orbită caracterizată de o semiaxă mare de 2,28 ua, o excentricitate de 0,11 și o înclinație de 4,4° în raport cu ecliptica.